# Peugeot 807
Peugeot 807 — мінівен французької марки Peugeot, що виготовлявся у Франції на заводі Sevel у співпраці з Fiat і прийшов на заміну Peugeot 806. Крім 807 виготовлялися подібні моделі, такі, як Fiat Ulysse, Citroën C8 і Lancia Phedra. Peugeot 807 виготовляли з червня 2002 року по червень 2014 року. Комерційна версія автомобіля називається Peugeot Expert.

## Опис

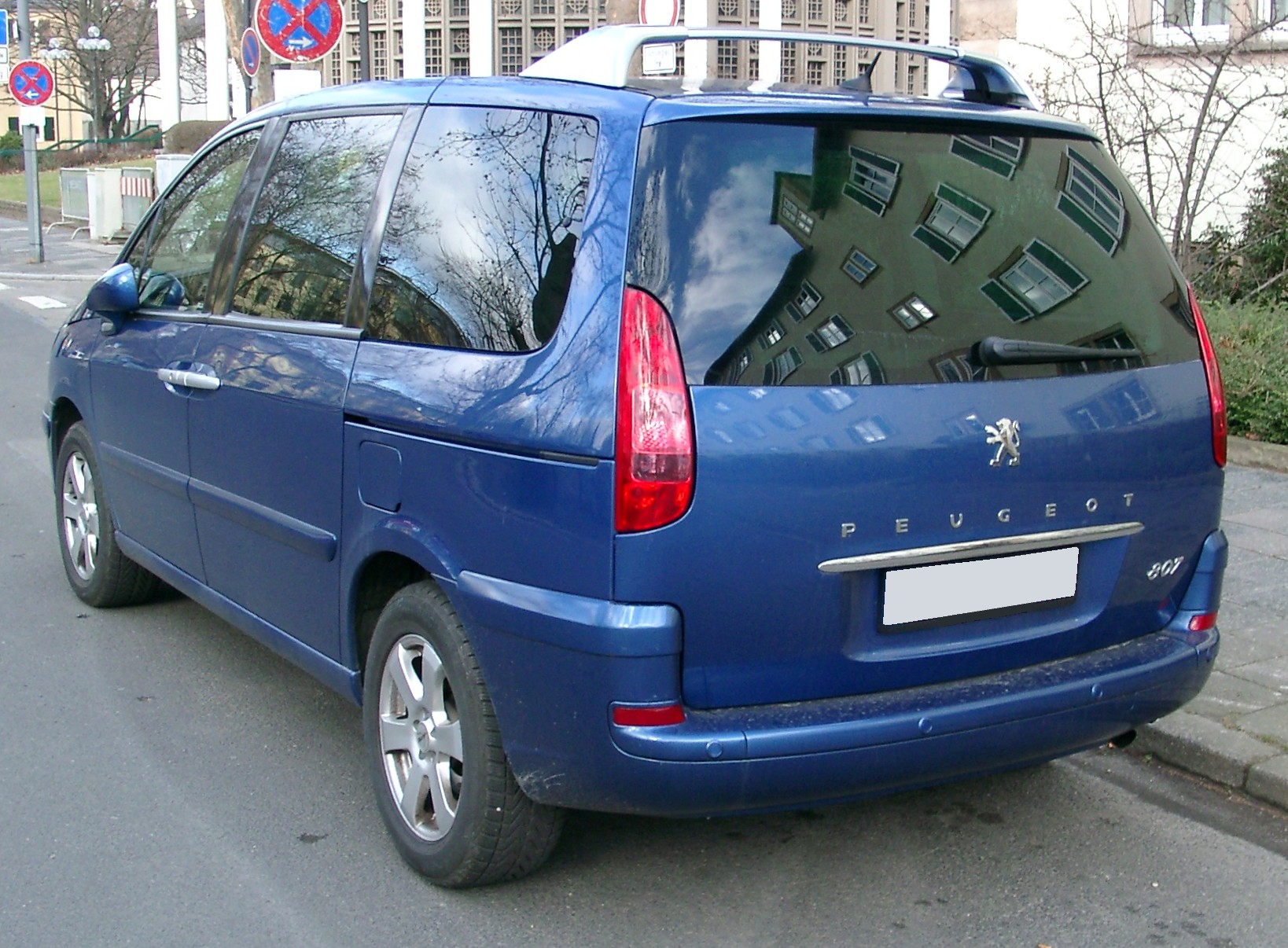
Peugeot 807 (2002-2008)

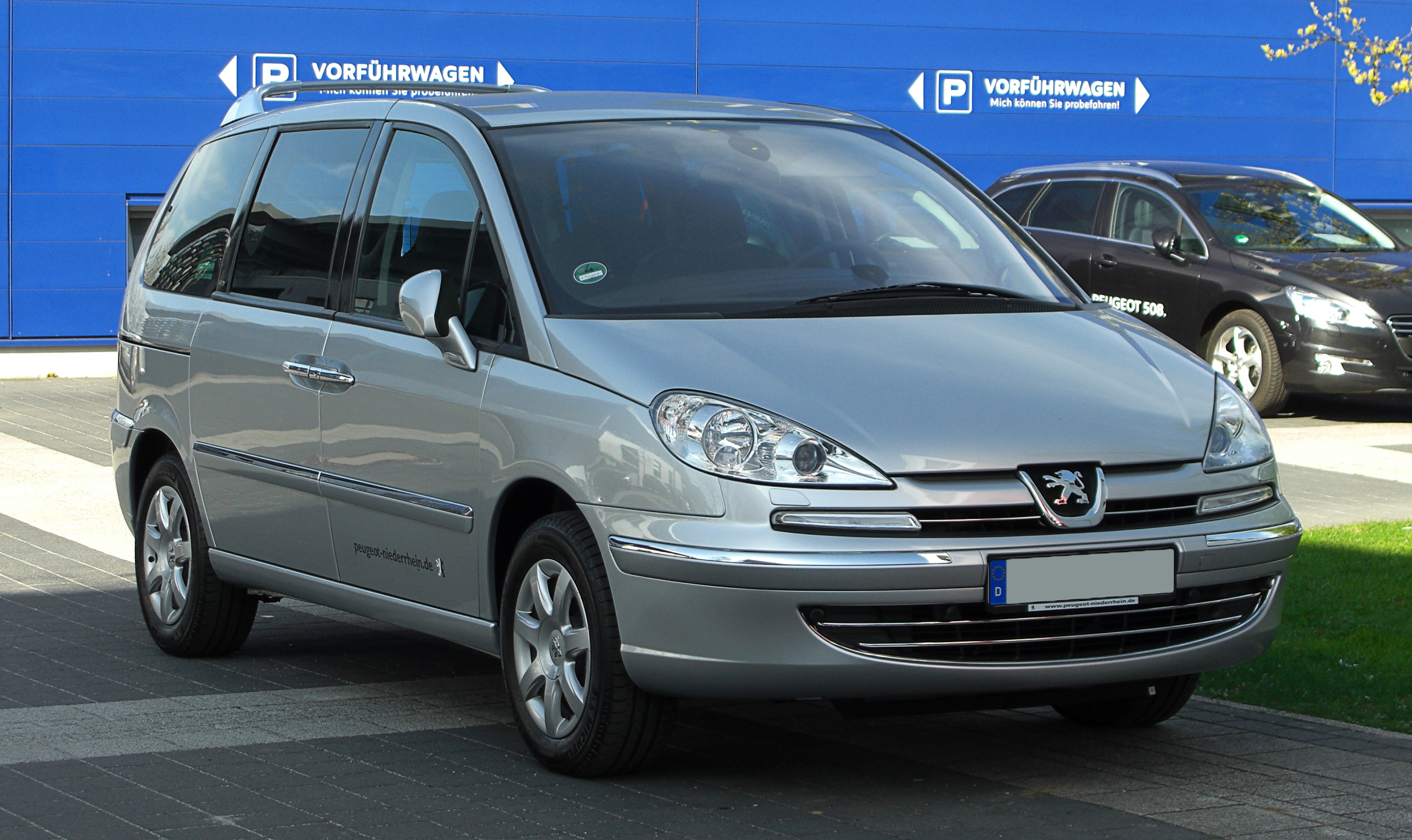
Peugeot 807 (2008-2014)

В порівнянні з Peugeot 806 днище, колісна база і підвіска не були змінені, але всі зовнішні розміри, включаючи передню і задню колію, були збільшені. Збільшення довжини майже на 30 мм значно посилили внутрішній об'єм. Автомобіль отримав більш сучасний зовнішній вигляд, а також сучасний вигляд приладової панелі з централізовано встановленими датчиками.
Середній і третій ряд сидінь тепер зсувалися вперед/назад для збільшення гнучкості, а також отримали регульовані спинки.
В 2008 році Peugeot 807 зазнав незначного фейсліфтингу.
До базової комплектації моделі LX входять: шість подушок безпеки, включаючи бічні подушки завіси, клімат-контроль, CD-програвач та передні вікна з електроприводом. Модель GLX додасть литі диски коліс та сигналізацію. Executive постачається з сидіннями з електроприводом. Топова Executive SE обладнана круїз-контролем та шкіряними сидіннями. З часом кількість моделей зменшилась, і на сьогоднішній день доступні: S, SE і Executive. Мінвен 807 доступний з чотирма двигунами: двома бензиновими та двома дизельними. Найдешевшою моделлю є 2,0-літровий чотирициліндровий бензиновий двигун на 138 кінських сил. Йому доводиться викладатись по максимуму, особливо при перевантаженому салоні та багажнику. Що стосується економії, то тут Вас чекатиме показник у 7,59 л/100 км. Його змінив більш потужний 2,0-літрвий чотирициліндровий силовий агрегат з 143 кінськими силами. Іншим бензиновим представником діапазону є 2,2-літровий чотирициліндровий двигун на 160 кінських сил. Він має переваги у плані потужності. А от рівень економічності ще гірший, ніж у попередника — 8,11 л/100 км. Наприкінці 2006 року його випуск припинився. Дизельний перелік розпочинав 2,0-літровий чотирициліндровий HDi на 109 конячок. Його замінив більш сучасний силовий агрегат на 120 кінських сил. 12,9 секунд прискорення навряд чи вразять, тим не менше, двигун пропонує кращу динаміку. Повертає він до 5,74 л/100 км. Представлений 2.0-літровий HDi має 136 кінських сил. Він розганяє автомобіль за 11,4 секунди. Витрачає він 7,1 л/100 км. Топовим двигуном вважається 2,2-літровий HDi на 130 конячок, кількість яких у 2008 році зросла до 170. Він володіє продуктивністю, яка знадобиться для тривалих подорожей. 

## Двигуни
Бензинові
- 2,0 136/140 к.с.
- 2,2 158 к.с.
- 3,0 V6 204 к.с.

Дизельні
- 2,0 HDi 110/120/136/163 к.с.
- 2,2 HDi 128/170 к.с.